# Jean-Marc Ayrault
Jean-Marc Ayrault (pronunciado [ʒɑ̃maʁk eʁo]) (Maulévrier, 25 de enero de 1950), es un político francés, miembro del Partido Socialista. Tras las elecciones presidenciales de Francia de 2012, el presidente de la República, François Hollande, lo nombró primer ministro el 15 de mayo de 2012, conduciendo el gobierno Ayrault, hasta el 31 de marzo de 2014, en que fue sustituido por Manuel Valls.
Del 11 de febrero de 2016, el presidente François Hollande lo nombró ministro de Asuntos Exteriores y Desarrollo Internacional en sustitución de Laurent Fabius, cargo que asumió hasta el 10 de mayo de 2017.

## Biografía
Nacido en Maulévrier en Maine-et-Loire, Jean-Marc Ayrault es hijo de Joseph Ayrault, de Maulévrier, antiguo trabajador agrícola que posteriormente se empleó en una fábrica textil, y de Georgette Uzenot, antigua costurera que más tarde se convirtió en ama de casa a tiempo completo.
Sus primeros estudios los realizó en la escuela primaria católica St Joseph de Maulévrier, tras lo cual, entre 1961 y 1968, asistió al Lycée Colbert, en Cholet. Posteriormente estudió alemán en la Universidad de Nantes. En 1969/70 pasó un trimestre en la Universidad de Würzburg, en Baviera. Se licenció en alemán en 1971 y en 1972 obtuvo el diploma de enseñanza superior. Permanece en la región de Nantes durante su año de prácticas en Rezé. Entre 1973 y su elección a la Asamblea Nacional en 1986 trabajó como profesor de alemán en la cercana localidad de Saint-Herblain.
Cuando el presidente Hollande publicó por primera vez en 2012 una lista de depósitos bancarios y propiedades de los 38 ministros, Ayrault declaró bienes personales por valor de 1,5 millones de euros.

## Trayectoria política
Durante su juventud, Ayrault fue miembro de un movimiento de jóvenes cristianos en zonas rurales. Se afilió al Partido Socialista (PS) tras el Congreso de Epinay de 1971, en el que François Mitterrand asumió la dirección del partido. Ayrault estaba afiliado a la facción de Jean Poperen, uno de los grupos de izquierda del partido. Profesor de alemán en institutos de la periferia de Nantes, fue elegido concejal general del Loira Atlántico a la edad de 26 años, y un año después fue elegido alcalde de Saint-Herblain (periferia oeste de Nantes) en 1977. A los 27 años, era el alcalde el más joven de Francia para una ciudad de más de 30 000 habitantes. Asumió esta función hasta 1989, cuando se presentó como candidato al ayuntamiento de Nantes donde sucedió al alcalde saliente, el senador Michel Chauty (RPR, después UMP), que ya no se presentaba y que fue también su predecesor en el ayuntamiento de Saint-Herblain. A la cabeza del ayuntamiento de Nantes, construye progresivamente el proyecto de la Comunidad Urbana de Nantes, llamada ahora Nantes Métropole (Nantes Metropolis).
Llegó al comité nacional del PS en 1979, y luego a la ejecutiva del partido en 1981. Fue elegido diputado a la Asamblea Nacional por primera vez en 1986, como representante del departamento Loire Atlantique, y fue reelegido sistemáticamente en las siguientes elecciones. En 1989, fue elegido por el PS para conquistar la alcaldía de Nantes, en manos del partido Agrupación por la República (RPR), y ganó.  Reelegido en 1995, 2001 y 2008, fue también Presidente de la Comunidad Urbana de Nantes Métropole desde 2002. Fue un importante «barón local» del Partido Socialista.
Fue presidente de la Federación nacional de electos socialistas y republicanos en 1992, fue durante unos años presidente de la asociación de los alcaldes de las ciudades mayores de Francia, antes de llegar a ser presidente del grupo socialista en la Asamblea en 1997 (reconducido en 2002). Fue elegido otra vez el 16 de junio de 2002 para la XII legislatura (2002-2007), en el 3.ª distrito del Loira Atlántico.
En septiembre de 2006, declara oficialmente su apoyo a Ségolène Royal en el contexto de la primarias del Partido Socialista, por su cercanía a la presidenta de la región Poitou-Charentes.
Tras la sorprendente victoria de la «Izquierda Plural» en las elecciones legislativas de 1997, no fue nombrado miembro del Gobierno, sino que fue designado presidente del grupo parlamentario socialista en la Asamblea Nacional, cargo que ocupó durante los 15 años siguientes. Ayrault fue partidario de François Hollande durante las 2011 elecciones primarias para elegir a su candidato presidencial.  

### Primer ministro
Tras la victoria de François Hollande en las elecciones presidenciales de 2012, Ayrault fue nombrado primer ministro de Francia en sustitución de François Fillon, tomó posesión el 15 de mayo de 2012. Al día siguiente, Ayrault presentó su Gabinete. En respuesta a la crisis de la deuda pública griega, pidió a la Comisión Europea que destinara los fondos estructurales no utilizados a ayudar a la economía griega a volver a crecer y declaró: «Hemos esperado demasiado antes de ayudar a Grecia. Esto dura ya dos años y no hace más que empeorar..." Durante su mandato, también se legalizó el matrimonio entre personas del mismo sexo.
El nombramiento de Ayrault como jefe de gobierno del país suscitó un debate en los medios de comunicación árabes sobre cómo pronunciar su apellido. Cuando su nombre se pronuncia correctamente en francés, suena «muy parecido a un término libanés moderadamente grosero» para un falo. Al-Arabiya decidió pronunciar el nombre correctamente y escribir su transliteración árabe «de forma que quede claro que no es la palabra ofensiva«; CNN Arabic decidió pronunciar el apellido Ayrault “poniendo voz a las dos últimas letras de la palabra escrita”.
Durante su mandato, Ayrault y sus ministros introdujeron una serie de medidas progresistas, como la reducción de la edad de jubilación de 62 a 60 años para algunas categorías de trabajadores, recortes en los salarios ministeriales de hasta el 30%, un aumento del salario mínimo, la introducción de una congelación del alquiler de 36 meses en los nuevos contratos en algunas zonas urbanas, una ampliación de los descuentos sociales en energía, un aumento del apoyo educativo para las familias con bajos ingresos, la introducción de un sistema de empleo subvencionado para jóvenes de entre 16 y 25 años, y la ampliación del derecho a la asistencia sanitaria gratuita a otras 500.000 personas.
Ayrault dimitió el 31 de marzo de 2014, al día siguiente de que los «socialistas sufrieran fuertes pérdidas en las elecciones municipales de todo el país», y entregó formalmente el cargo a su sucesor Manuel Valls en la residencia del primer ministro, el Hotel Matignon, el 1 de abril de 2014.

### Ministro de Asuntos Exteriores
Como parte de una remodelación del gabinete en 2016, Hollande nombró a Ayrault ministro de Asuntos Exteriores, en sustitución de Laurent Fabius.
El 11 de febrero de 2016, François Hollande lo llamó de nuevo al gobierno como ministro de Asuntos Exteriores y Desarrollo Internacional, cargo que asumió hasta el 10 de mayo de 2017.
Bajo la dirección de Ayrault, el Ministerio de Asuntos Exteriores francés convocó en septiembre de 2016 a Vincent Mertens de Wilmars, embajador de Bélgica en París, tras detener a dos policías belgas en territorio francés por depositar presuntamente migrantes a través de la frontera de ambos países.
En septiembre de 2016, Ayrault participó en la ceremonia formal de firma de la central nuclear de Hinkley Point C, un polémico proyecto de inversión franco-chino de 24.000 millones de dólares.

## Otras actividades
El 12 de noviembre de 2023 participó en París en la Marcha por la República y contra el antisemitismo en respuesta al aumento del antisemitismo desde el inicio de la guerra Israel-Hamás.

### Mandatos
- 19 de marzo de 1976-26 de marzo de 1982: concejal general del cantón de Saint-Herblain-Este;
- 14 de marzo de 1977-12 de marzo de 1989: alcalde de Saint-Herblain (Loira Atlántico);
- 2 de abril de 1986-14 de mayo de 1988: diputado de Loira Atlántico;
- 6 de junio de 1988-15 de junio de 2012; 1 de mayo de 2014-12 de marzo de 2016: diputado del 3.ª distrito del Loira Atlántico;
- 20 de marzo de 1989-21 de junio de 2012: alcalde de Nantes (Loira Atlántico).

### Cargos ministeriales
- 15 de mayo de 2012-31 de marzo de 2014: Primer ministro de Francia;
- 11 de febrero de 2016-10 de mayo de 2017: ministro de Asuntos Exteriores y Desarrollo Internacional de Francia.ç

## Premios y reconocimientos

#### Nacionales
- : Commandeur de la Legión de Honor (14 de julio de 2019)
- Francia: Gran Cruz de la Orden del Mérito Nacional (28 de noviembre de 2012).

#### Distinciones en el extranjero
- Italia : Gran Cruz de la Orden del Mérito de la República Italiana (19 de noviembre de 2012)[20]
- Japón : Gran Cordón de la Orden del Sol Naciente (3 de noviembre de 2017)
- Caballero Gran Cruz de la Orden de los Caballeros de Rizal